# Hypsiboas fuentei
Hypsiboas fuentei es una especie de anfibios de la familia Hylidae. Es endémica de Surinam.
Sus hábitats naturales incluyen bosques tropicales o subtropicales secos y a baja altitud, sabanas secas y ríos.